# Min’an Electric
Min'an Electric, también conocido como Min'an Auto, Min'an Motors o simplemente Min'an, es un fabricante de automóviles chino con sede en Jiangsu, China, que se especializa en la producción de vehículos eléctricos.

## Historia
Min'an Electric se fundó en 2011 y tiene su sede en Jiangsu, China. The founding of the company cost 2.5 billion yuan (US$365 million).
In En octubre de 2015, Min'an creó el Instituto de Investigación Automotriz Jiangsu Min'an, una instalación diseñada para probar nuevas tecnologías. Min'an también se asoció con Exhibition Plans Investment Co de Hong Kong y Jiangsu Huai’an Development Holdings Ltd.
El 2 de noviembre de 2018, se licitó la planta de automóviles de Min'an, con un costo de 8.300 millones de yuanes. La fábrica estampa, suelda, pinta, ensambla, empaqueta, prueba e inspecciones, logística de piezas de vehículos y prueba todos los vehículos Min'an. También incluye un área de oficina y sala de estar, una estación de energía fotovoltaica y estaciones de reutilización de agua de lluvia.
El CO1 se fabricó a principios de 2016. El CO1 fue un vagón correo utilizado por el gobierno chino desde 2018 hasta el presente.
En 2016, Min'an produjo el D01, un automóvil deportivo eléctrico.
Produjeron el E01 en 2020. El E01 se fabricó con el nombre ET-5. Que se basa en el JMEV E400 (EVEasy EX5) rebautizado como ET-5, llamado Mintou.
En 2020, Min'an presentó el A02. Posteriormente, el A02 se produjo como MX-6.
Min'an crea vehículos puramente eléctricos: el MX-6 y el ET-5. El MX-6 se introdujo en China en 2020. Está propulsado por una batería de 125 kWh con 168 CV. Sus dimensiones miden 4701 mm/1889 mm/1706 mm. Tiene un peso en vacío de 1869 kg. The ET-5 was also introduced in 2020. The ET-5 failed to make production, and was remade under the name JMC E400.

## Vehículos

### Modelos actuales
Min'an Electric cuenta actualmente con 3 vehículos prototipo. Ninguno de los vehículos está en producción en febrero de 2022.
| Modelo               | Foto | Especificaciones |
| -------------------- | ---- | --- |
| Min'an Electric D01  |      | Estilo de carrocería: Coche deportivo Clase: Puertas: 4 Asientos: Batería: Revelado: 2016 Feria Empresarial de Taiwán |
| Min'an Electric MX-6 |      | Estilo de carrocería: SUV Clase: Puertas: 5 Asientos: 5 Batería: 125 kWh Reveló: 2020                                 |
| Min'an Electric CO1  |      | Estilo de carrocería:' Van Clase: Puertas: 3 Asientos: 2 Batería: Revelado: 2016                                      |

## Ventas
De 2019 a 2020, Min'an Electric vendió 150.000 unidades.